# Fujiwara no Yorimichi
Fujiwara no Yorimichi (藤原頼通) (992-1074), fils de Fujiwara no Michinaga, a succédé à son père au grade de kanpaku à la cour impériale japonaise. Il a été régent kanpaku de 1019 à 1067. Il est l'un des régents Fujiwara. Yorimichi est le fondateur de la salle du phénix du Byodoin de Uji.